# Rue de Belleville
Pour les articles homonymes, voir Belleville.
La rue de Belleville est une voie située à la limite des 19e (numéros impairs) et 20e (numéros pairs) arrondissements de Paris.

## Situation et accès

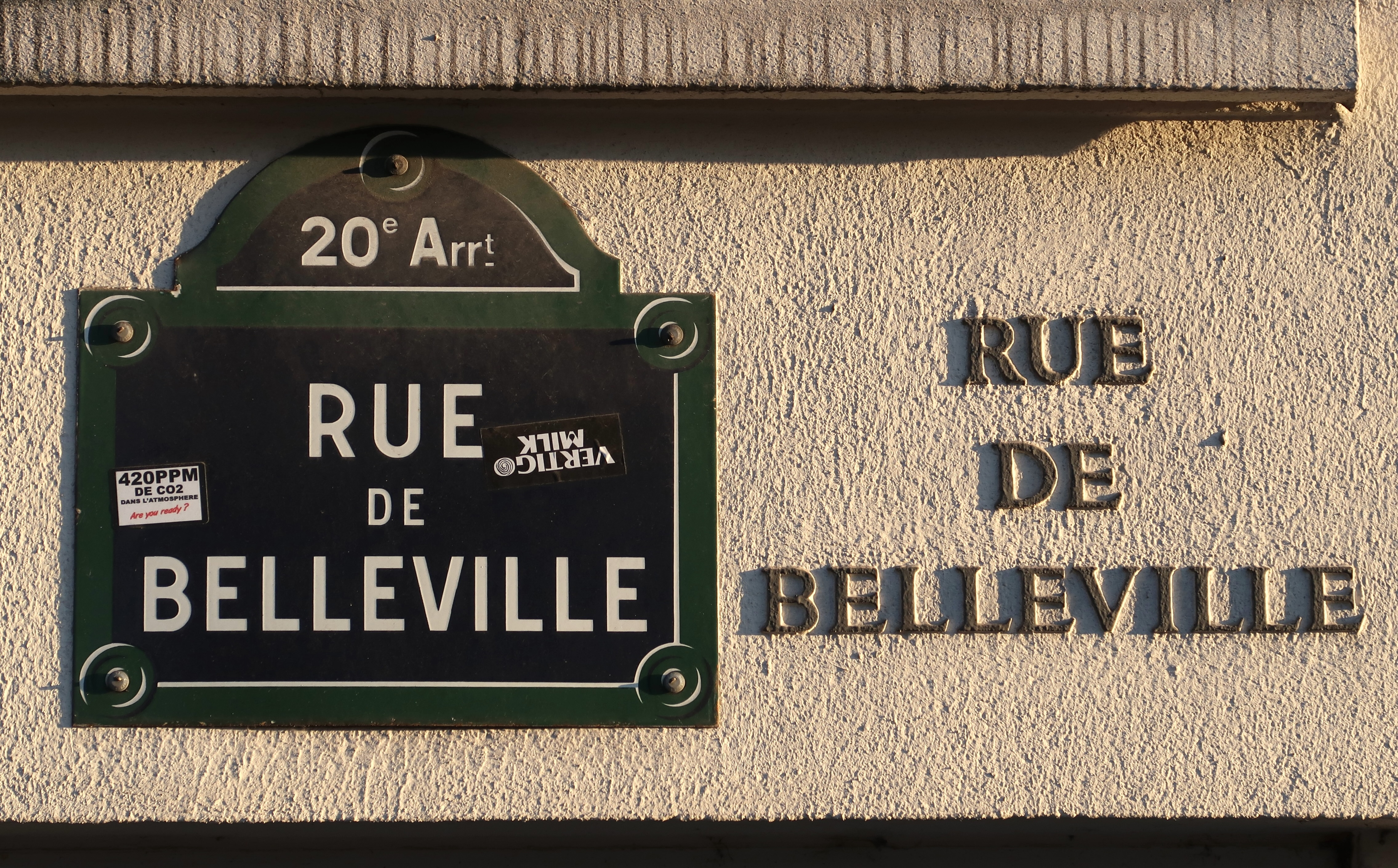
Plaque et inscription.

Elle constitue le centre du quartier de Belleville. Elle était l'une des principales rues de l'ancien village de Belleville, commune du département de la Seine annexée par Paris en 1860.
La rue de Belleville est desservie par les lignes 2 et 11 à la station Belleville, 11 aux stations Pyrénées, Jourdain et Télégraphe, 3 bis et 11 à la station Porte des Lilas.
La rue de Belleville ne dessert pas la station Place des Fêtes sur les lignes 7 bis et 11, le tracé souterrain de cette ligne 11 entre Jourdain et Télégraphe étant incurvé vers le nord en tréfonds d'immeubles.

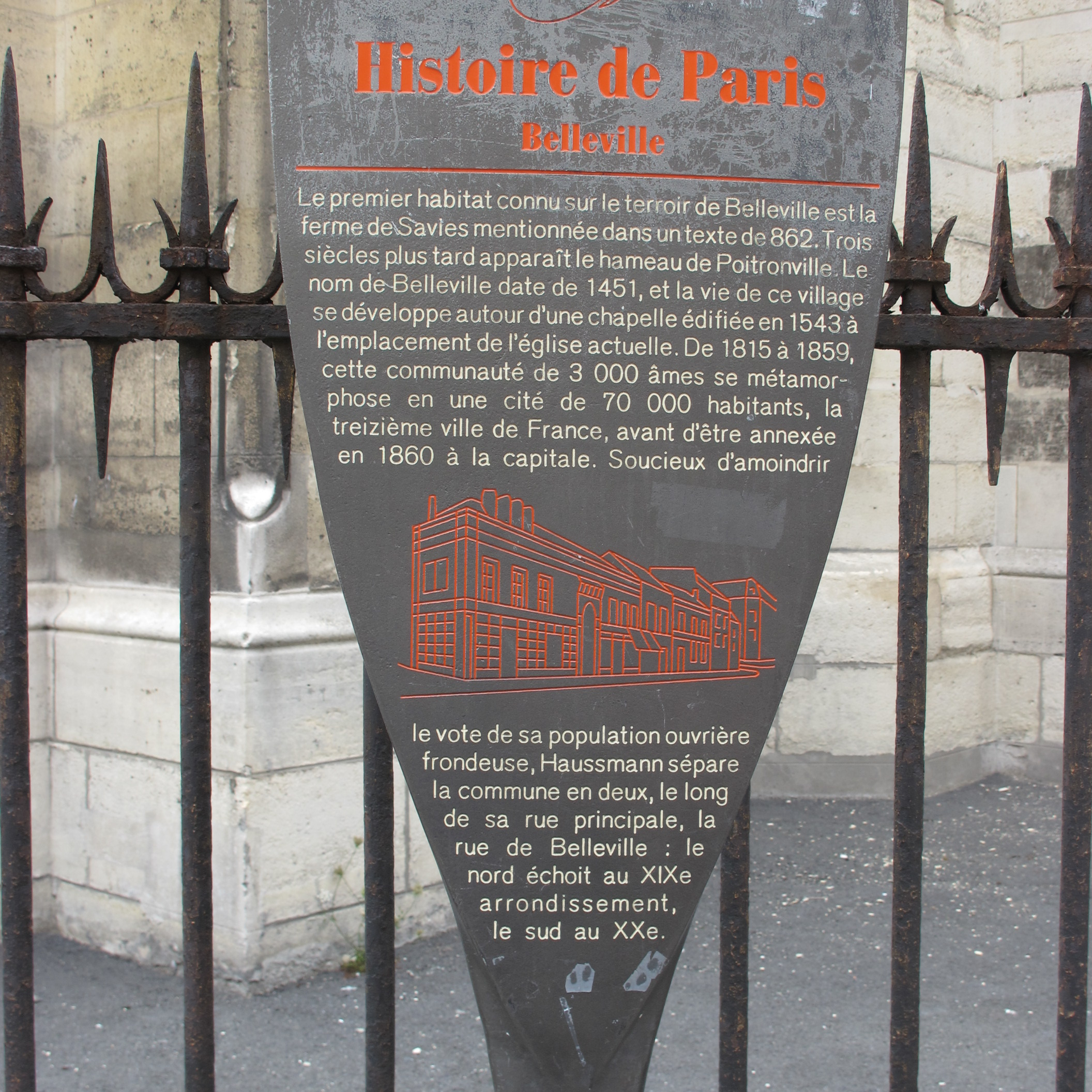
Panneau Histoire de Paris
« Belleville ».

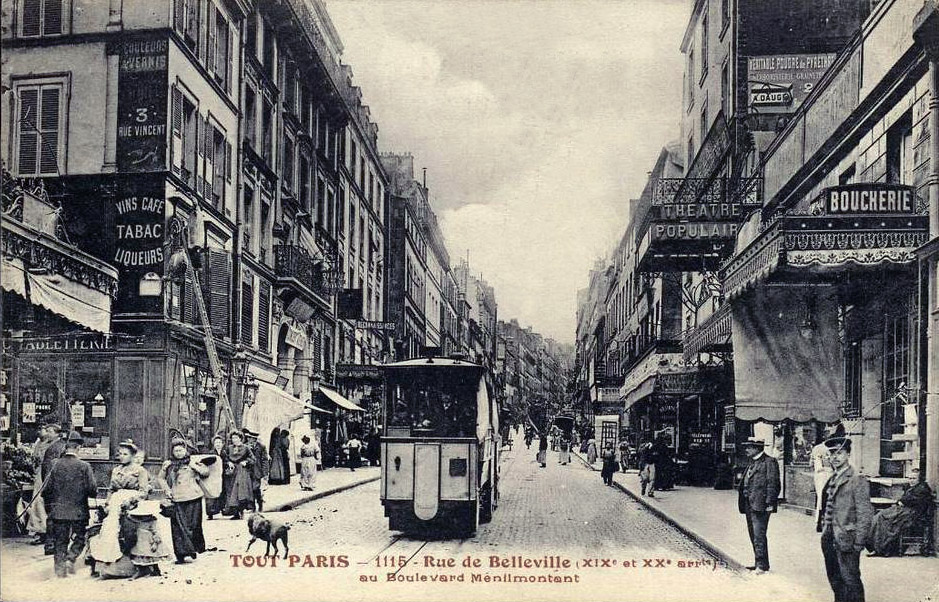
Le tramway funiculaire de Belleville de 1891 à 1924.

## Origine du nom
Cette voie était la principale rue de l'ancien village de Belleville.

## Historique
Principale rue de l'ancien village de Belleville, qui tient son nom de la déformation du terme « Belle vue », Belleville étant avant son intégration dans Paris la colline la plus haute de la banlieue de la capitale, devant celle de Montmartre.
À la suite de l'agrandissement du fief du Mesnil Mautemps (Ménilmontant) de 12 arpents (4 hectares) au nord du chemin de Belleville à Romainville au cours du XVIIe siècle, la voie qui reliait directement Paris à Romainville est détournée pour contourner le mur d'enceinte du parc de Ménilmontant à l'emplacement de l'actuelle rue de Romainville. Ce contour est visible sur le plan Roussel de 1738. Après l'aliénation de ce parc à la fin du XVIIIe siècle, un chemin direct visible sur le cadastre de Belleville de 1812 est tracé sur ce territoire. Ce chemin est transformé en rue au cours des premières décennies du XIXe siècle sous le nom de « rue du Parc » dans la commune de Belleville.
La partie entre le croisement avec la rue du Télégraphe et le boulevard de Belleville était nommée « rue de Paris » avant l'intégration de Belleville à la ville de Paris en 1860
Situé à la hauteur de l'actuel métro Belleville, le mur des Fermiers généraux séparait en haut de la rue du Faubourg-du-Temple la basse Courtille, dans Paris, de la haute Courtille hors Paris. Cette dernière, située au bas de l'actuelle rue de Belleville, était simplement connue comme la Courtille. C'était un très célèbre lieu de distractions parisien. On venait y boire et manger moins cher qu'à Paris, car dans des établissements ne payant pas les droits de douane de l'octroi parisien.
Ce phénomène existait également aux autres barrières de Paris. La Courtille était le plus réputé de tous ces lieux de plaisirs par le nombre et la qualité de ses cabarets, ce qui fait que des goguettes de la banlieue de Paris s'étaient installées à la Courtille et dans ses environs.
En 1830, un ouvrage anonyme en mentionne deux au village de Belleville et quatre à la Courtille :
- la Société d'Anacréon, chez Royer, à Belleville ;
- les Écureuils, chez Desnoyez, à la Courtille ;
- les Troubadours, à Belleville ;
- les Amis des Dames, à la Courtille ;
- les Soutiens de Momus, à la Courtille ;
- la Goguette, chez Dormois, à la Courtille.

Durant une quarantaine d'années, à partir de 1822, la rue de Belleville fut le théâtre d'un événement majeur du Carnaval de Paris : la célèbre parade carnavalesque de la descente de la Courtille le matin du mercredi des Cendres. Elle entrait dans Paris et se poursuivait jusqu'à la Seine. Vers 1830, la fête était animée par les excentricités pécuniaires d’un certain Milord l'Arsouille. Quand Paris absorba la Courtille avec le village de Belleville en s'étendant en janvier 1860, la parade cessa progressivement. Les prix pratiqués à la Courtille et grevés de l'octroi n'étant plus attirants pour le public parisien, ce haut lieu des réjouissances parisiennes finit par disparaître.
La rue est parcourue de 1891 à 1924 par le funiculaire de Belleville, dont le terminus est l'église Saint-Jean-Baptiste,,.
Le 30 janvier 1918, durant la Première Guerre mondiale, le no 296 rue de Belleville est touché lors d'un raid effectué par des avions allemands.
Le 9 juin 1918, un obus lancé par la Grosse Bertha explose rue de Belleville.

Rue de Belleville
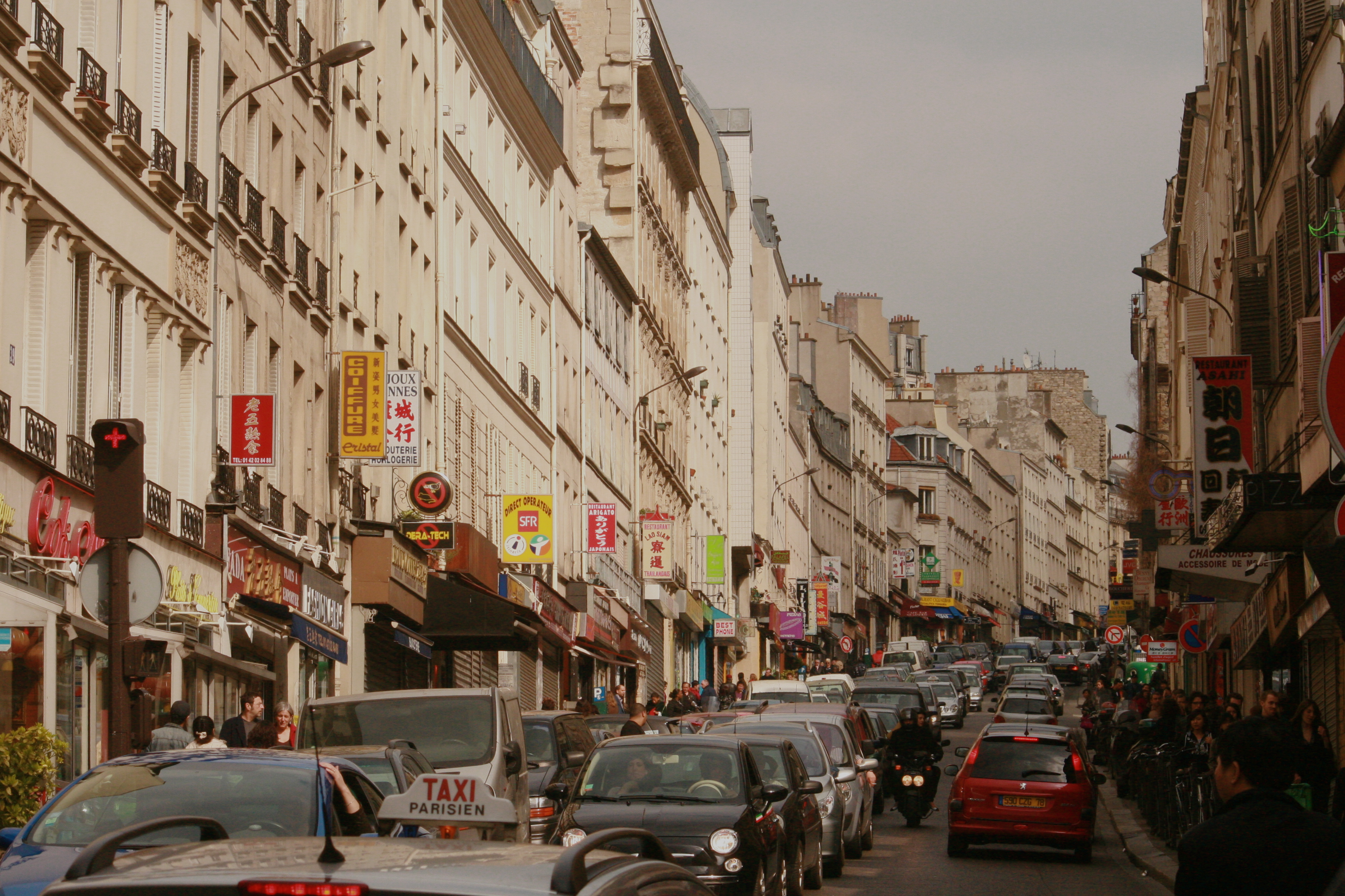
Embouteillage dans la rue (2009).
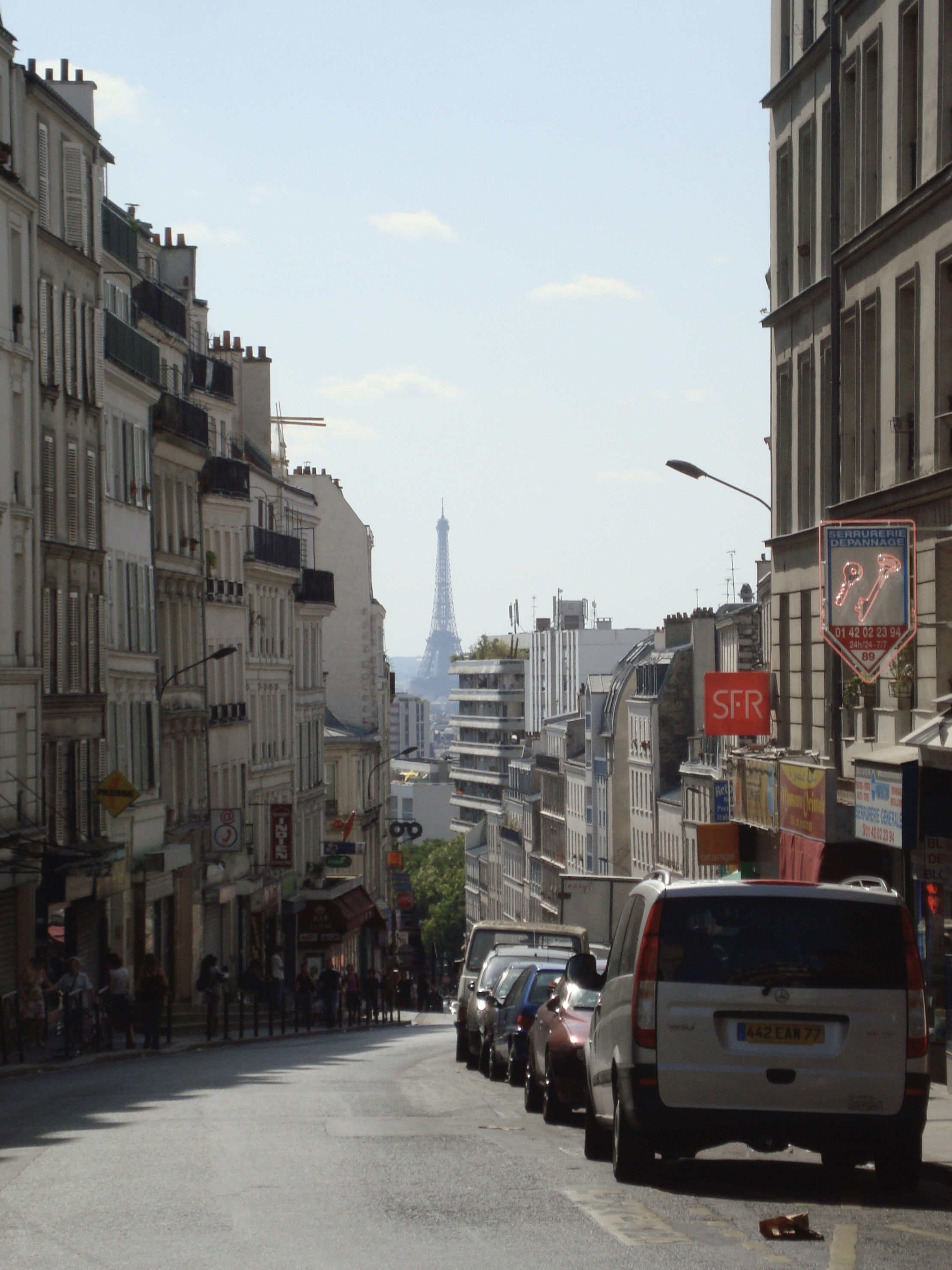
Partie haute de la rue avec vue sur la tour Eiffel (2009).
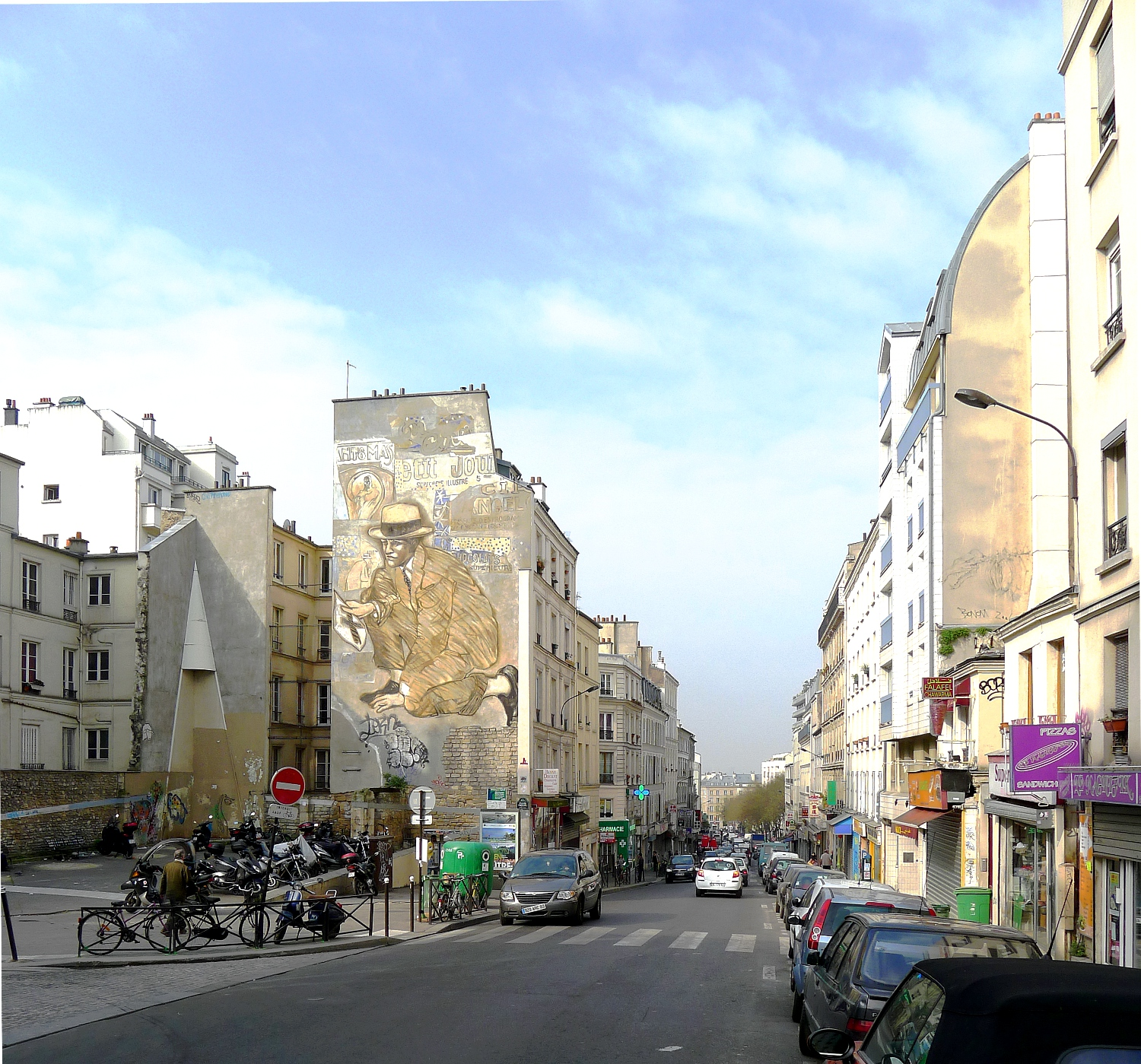
Rue de Belleville et place Fréhel (2011).

## Bâtiments remarquables et lieux de mémoire

Plaques commémoratives
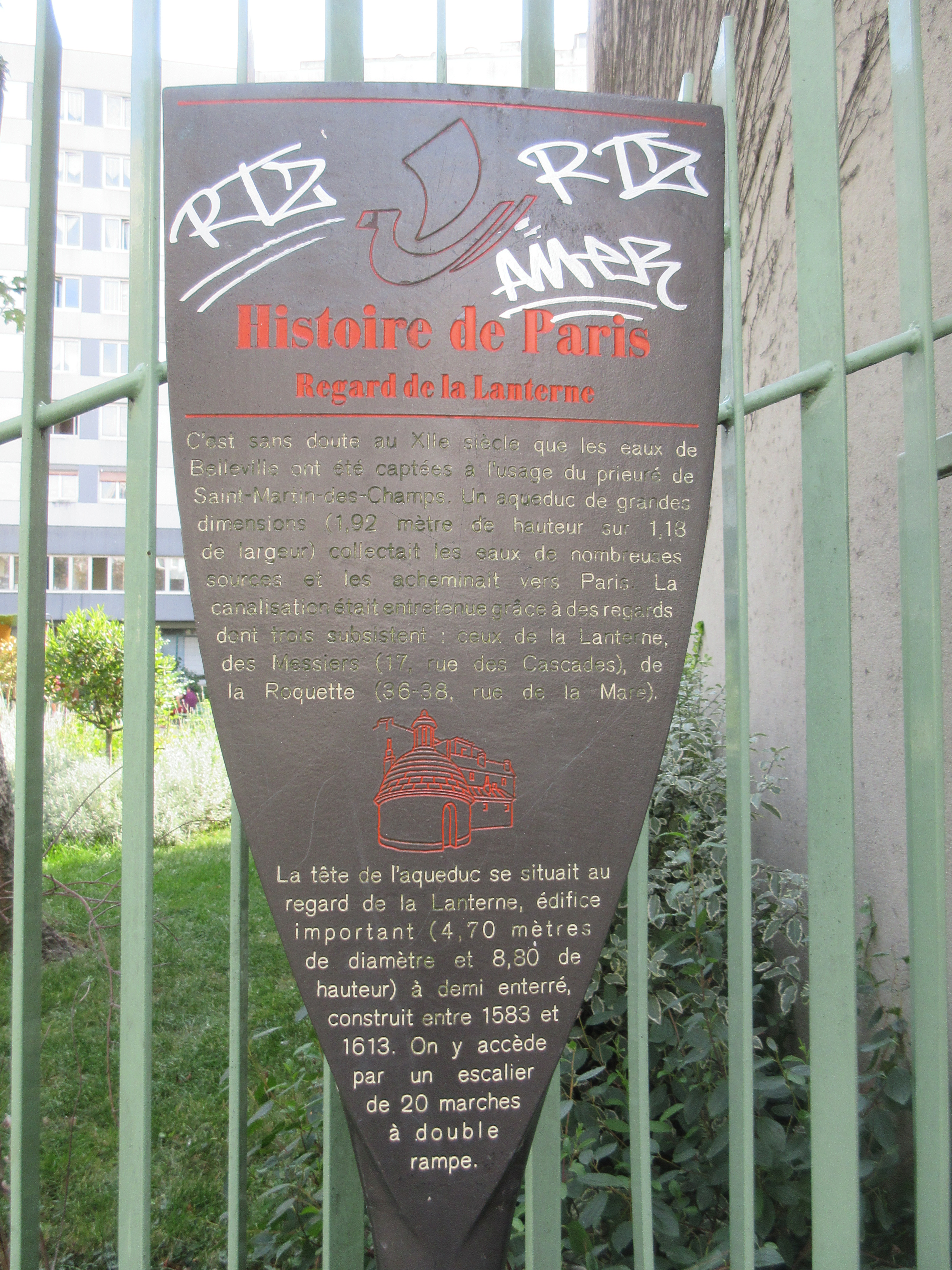
Panneau Histoire de Paris « Regard de la Lanterne ».
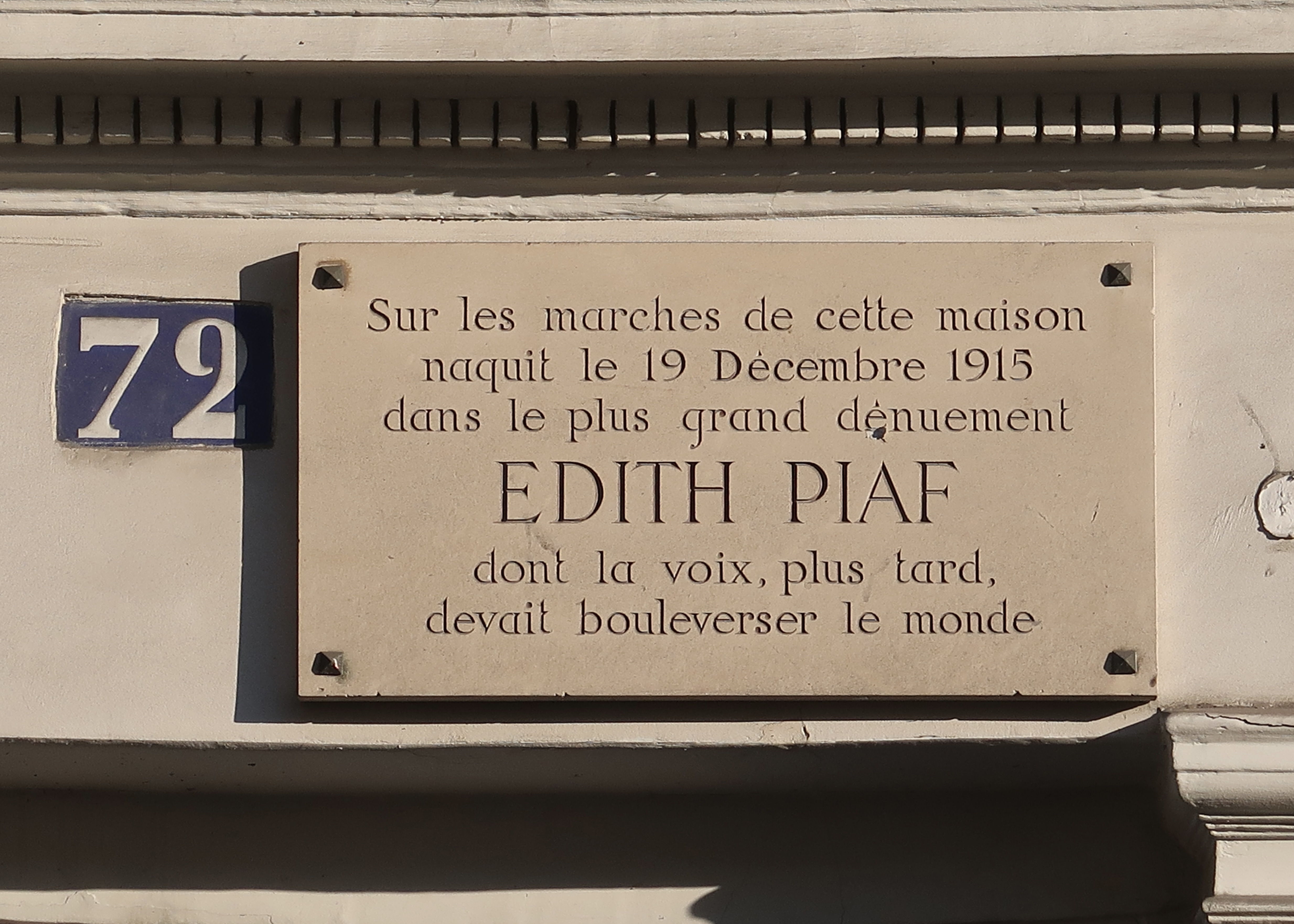
Naissance d’Édith Piaf, 72, rue de Belleville (plaque apposée en 1963 par Maurice Chevalier), alors qu'en réalité, elle est née à l'hôpital Tenon[10],[11],[12],[13],[14].
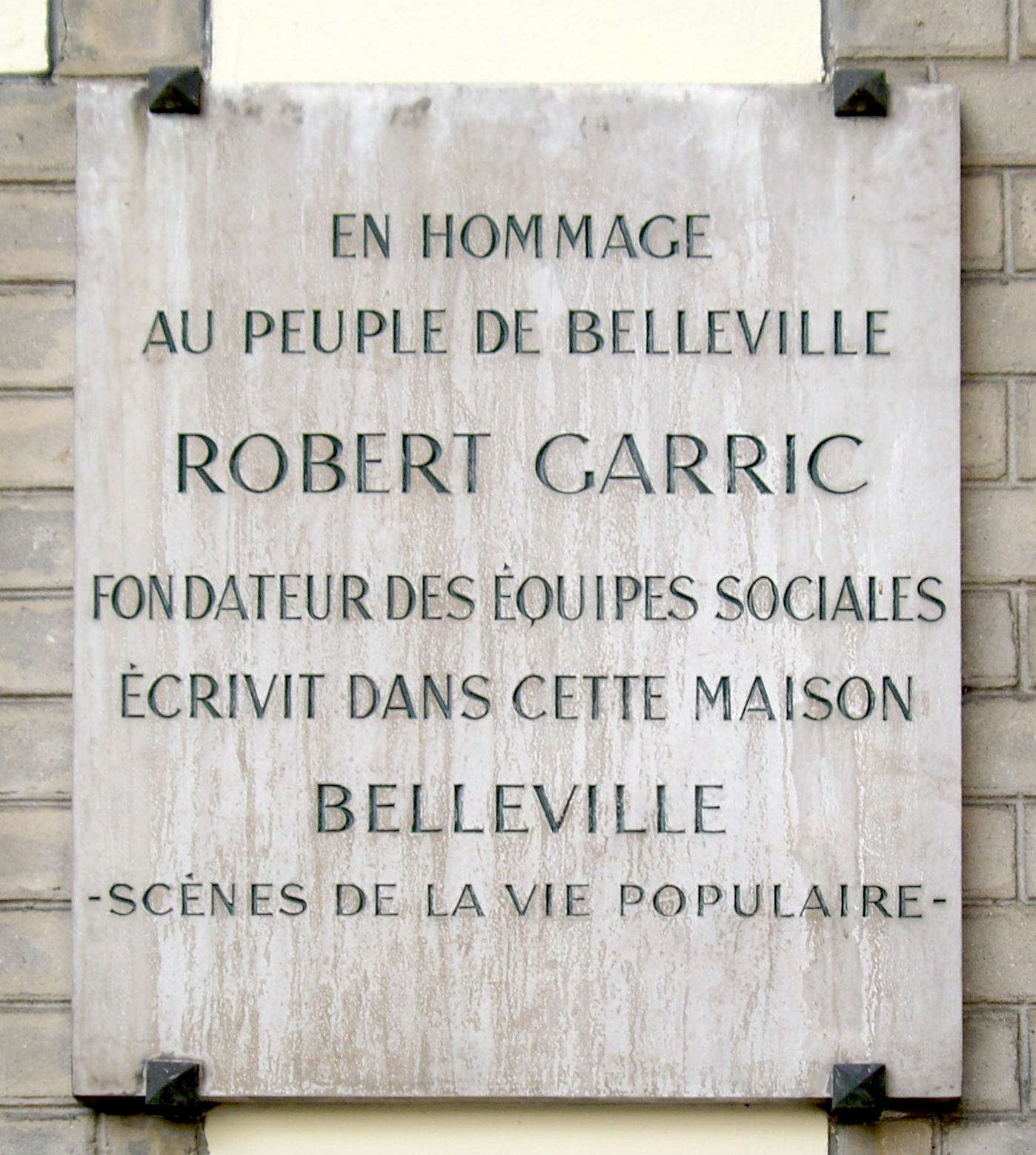
Plaque au no 162.
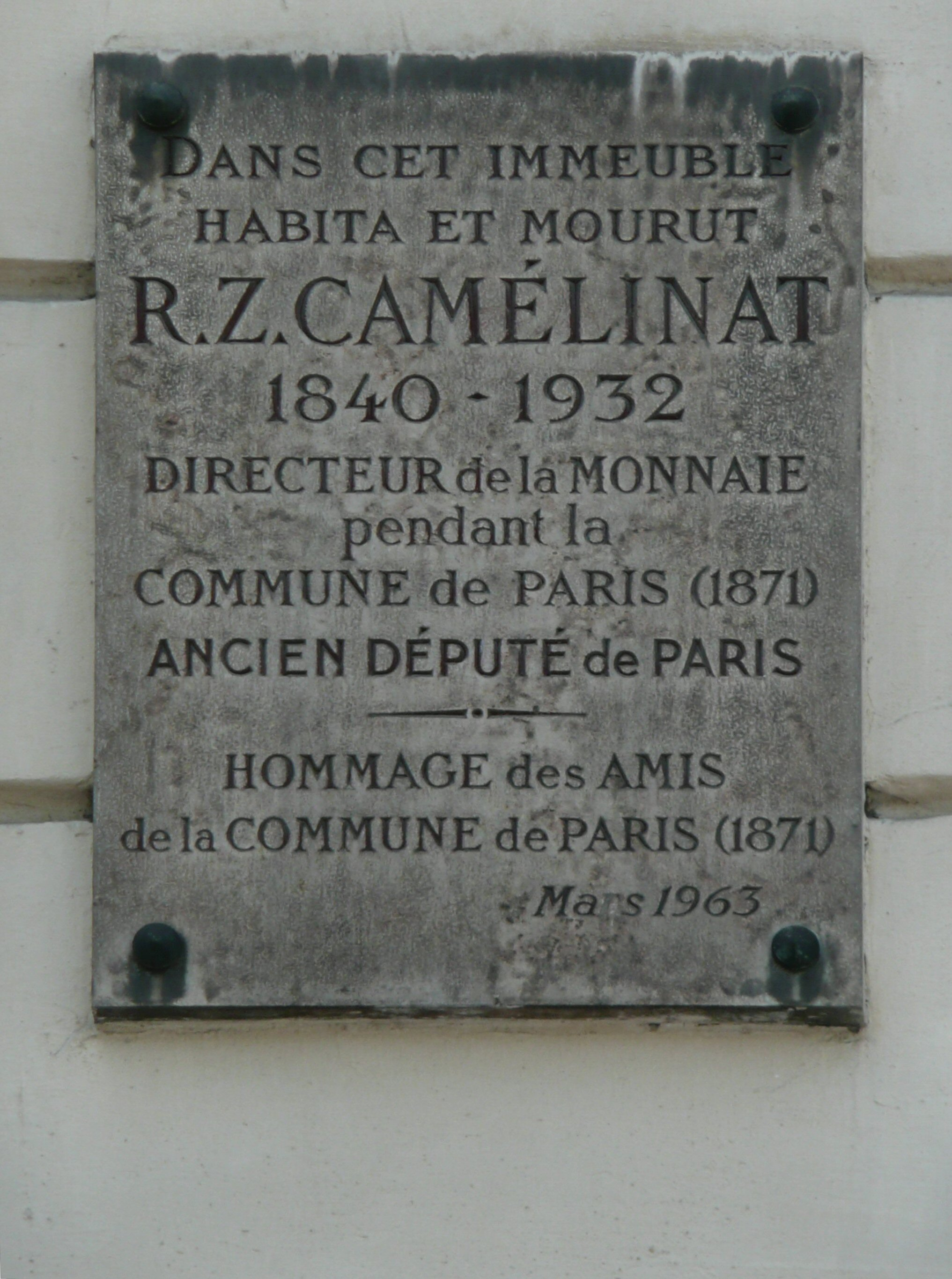
Plaque en hommage à Zéphirin Camélinat au no 137.
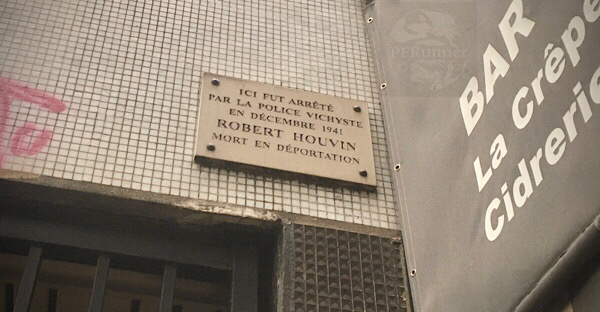
Plaque en hommage à Robert Houvin, au no 29.

- No 8 : ancienne salle de spectacle, Les Folies-Belleville[15].
- No 13 : emplacement de la salle Favié (ou Favier), ancien bal où se réunissaient, avant et après la Commune, des anarchistes harangués par Eugène Varlin, Jules Vallès et Louise Michel[16],[4]. Des soupes-conférences y sont organisées à partir de 1891.
Cinéma Floréal (1925-1968)[17].
- No 17 : avant 1972 s’ouvrait sous l’immeuble du no 17 le passage Kuszner, qui reliait la rue de Belleville à la rue Rébeval (à hauteur du numéro 28). Après la démolition reconstruction de cette partie de l’îlot insalubre numéro sept, le passage Kuszner a été remplacé par la rue Jules-Romains.
- Nos 23-25 : situé au fond d'une cour, le Théâtre Nouveau devient un cinéma en 1919, renommé Belleville-Palace. Il compte plus de 800 places. En 1929, il devient le Belleville-Pathé. À la fin des années 1950, il quitte le circuit Pathé, est renommé Belleville, avant de fermer en 1961[18].
- No 29 : une plaque indique : « Ici fut arrêté par la police vichyste en 1941, Robert Houvin, mort en déportation » (Auschwitz).
- No 42 : ancien cinéma Paradis-Aubert-Palace, entre 1911 et 1956[19],[20].
- No 46 : entrée de la cour Lesage, au fond de laquelle se trouvait le théâtre de Belleville.
- No 50 : en 1896 se trouvait là la Maison Berger, siège social de la société musicale bigophonique, le Hanneton Légumivore[21].
- No 72 : lieu d'habitation des parents d'Édith Piaf[22]. Une plaque marque l'endroit sur les marches où est légendairement née le 19 décembre 1915 la chanteuse[23],[10],[11],[12],[13],[14],[24].
- No 85 : une plaque rappelle l'emplacement de l'atelier de Maurice Arnoult, artisan bottier de Belleville et Juste parmi les nations[25].
- No 86 : Belleville Cinéma, entre 1912 et 1918[19].
- No 92 : entrée de la cour de la Métairie.
- No 97 : deux machines à vapeur de 50 chevaux alimentaient la poulie du câble du tramway funiculaire de Belleville[26].
- No 105 : emplacement d'un des ateliers du photographe Charles Gallot (1838-1919) à la fin du XIXe siècle[27].
- No 117 : cet ensemble de logements sociaux a été réalisé en 1904 sur un terrain précédemment réservé par la ville pour un projet avorté de gare souterraine de la ligne de Petite Ceinture[28] par Nénot, architecte-conseil, Rey et Provensal, chargés des dessins et études, Demierre chargé des travaux. Avec celui de la rue Popincourt, c'est le premier achevé par la fondation Rothschild. C'est le premier ensemble HBM qui adopte à Paris le principe de la cour ouverte. Il bénéficie de l'application des nouvelles théories hygiénistes, en particulier de celles d'Augustin Rey. Œuvre marquante pour l'histoire et l'architecture du logement social à Paris, il est construit en brique pour l'ensemble des parties droites des murs et sur cour, pierre de taille dans les angles.

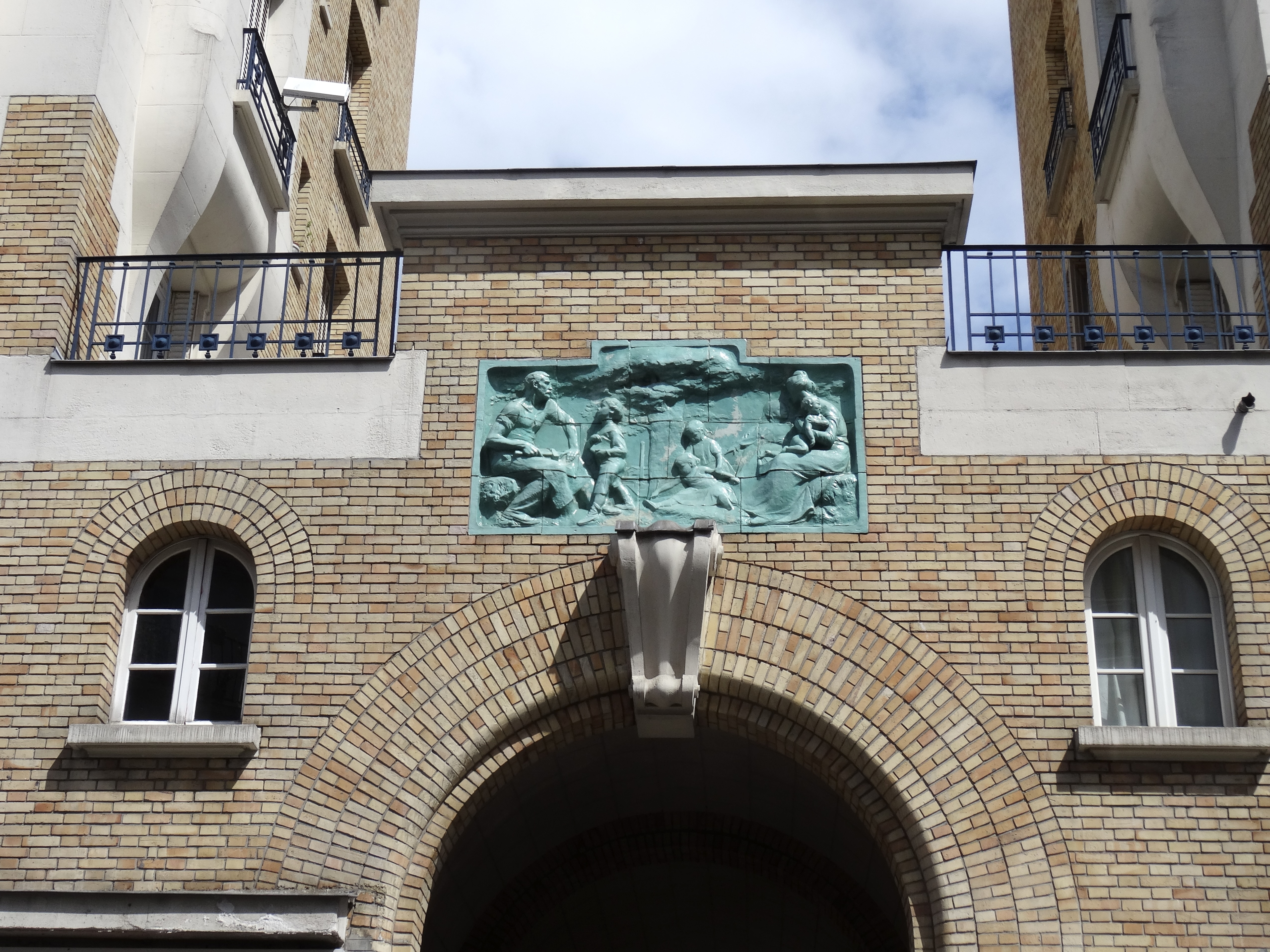
Détail du porche du no 117.

- No 137 : plaque en hommage à Zéphirin Camélinat.
- No 139 : église Saint-Jean-Baptiste de Belleville.
- No 143 : ici se trouvait dans les années 2000 une plaque commémorative fantaisiste : « Karima BENTIFFA / Fonctionnaire / A VECU DANS CET IMMEUBLE / de 1984 à 1989 »[29].
- No 146 : le cinéma Féérique-Pathé est créé en 1913. Il compte 1000 places. Renommé Le Féérique, il est rénové en 1953. Il ferme en 1973, remplacé par un supermarché[30]. Son destin a inspiré Eddy Mitchell, qui vécut dans le quartier, pour sa chanson La Dernière Séance.
- No 151 : cité du Palais-Royal-de-Belleville. Après l'entrée privative de l'immeuble, derrière deux cours, la cité est une voie privée qui s'étend jusqu'au no 160 rue des Solitaires. Son nom proviendrait de décors du Palais-Royal qui y auraient été entreposés[31].

Cour du Palais Royal de Belleville, 151, rue de Belleville
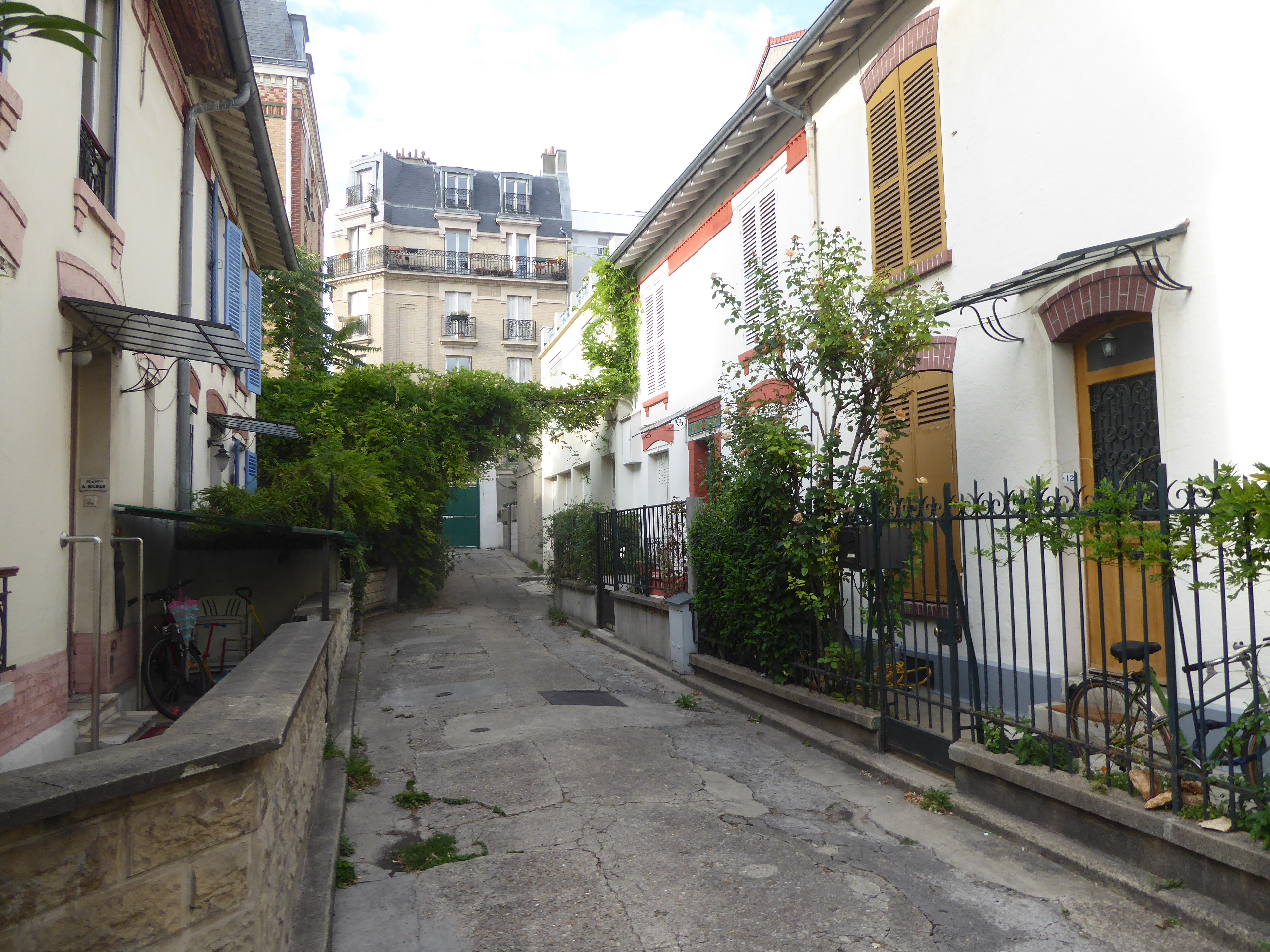
Cour du Palais Royal de Belleville, vers la rue des Solitaires.
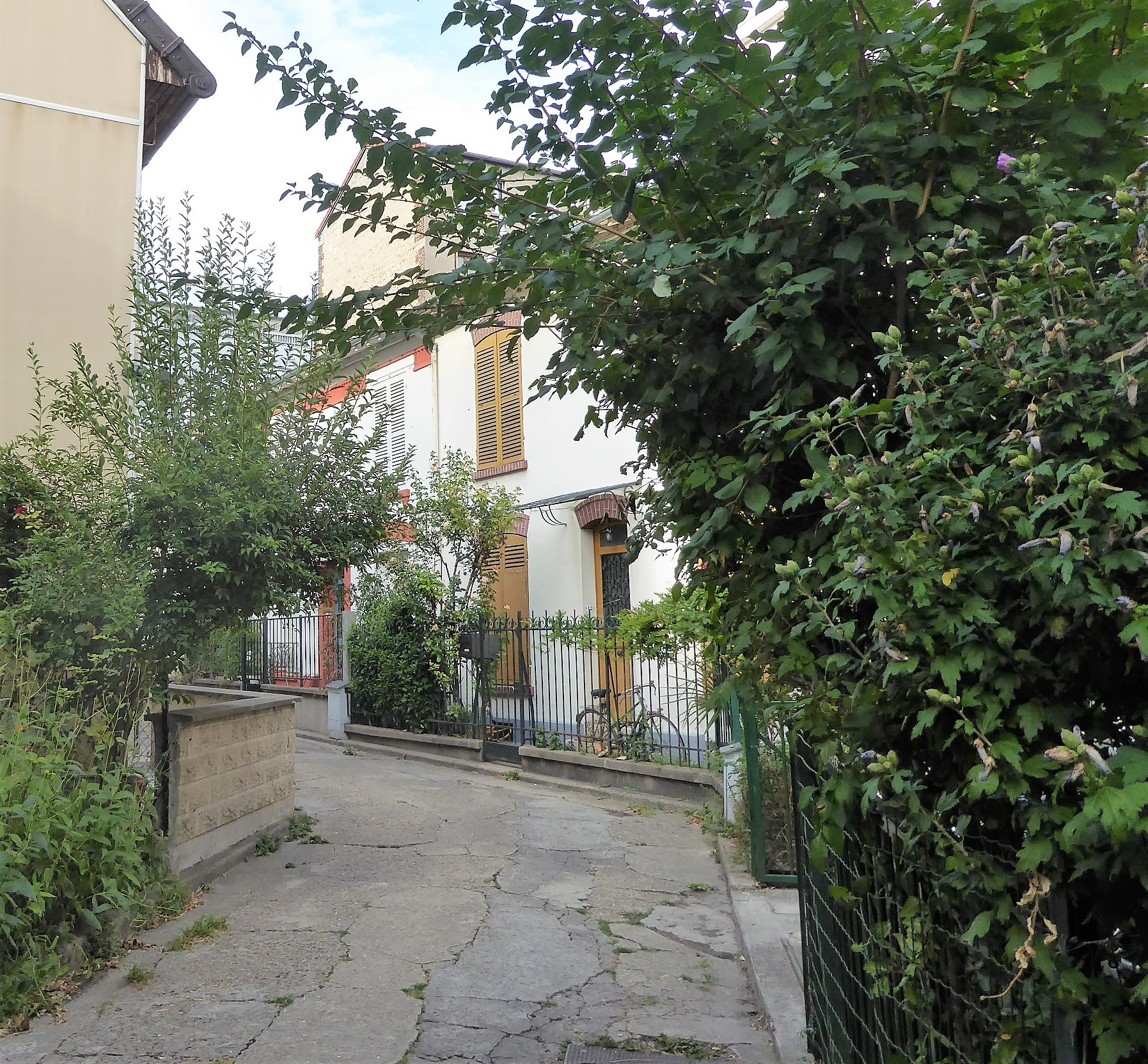
Cour du Palais Royal de Belleville 2.
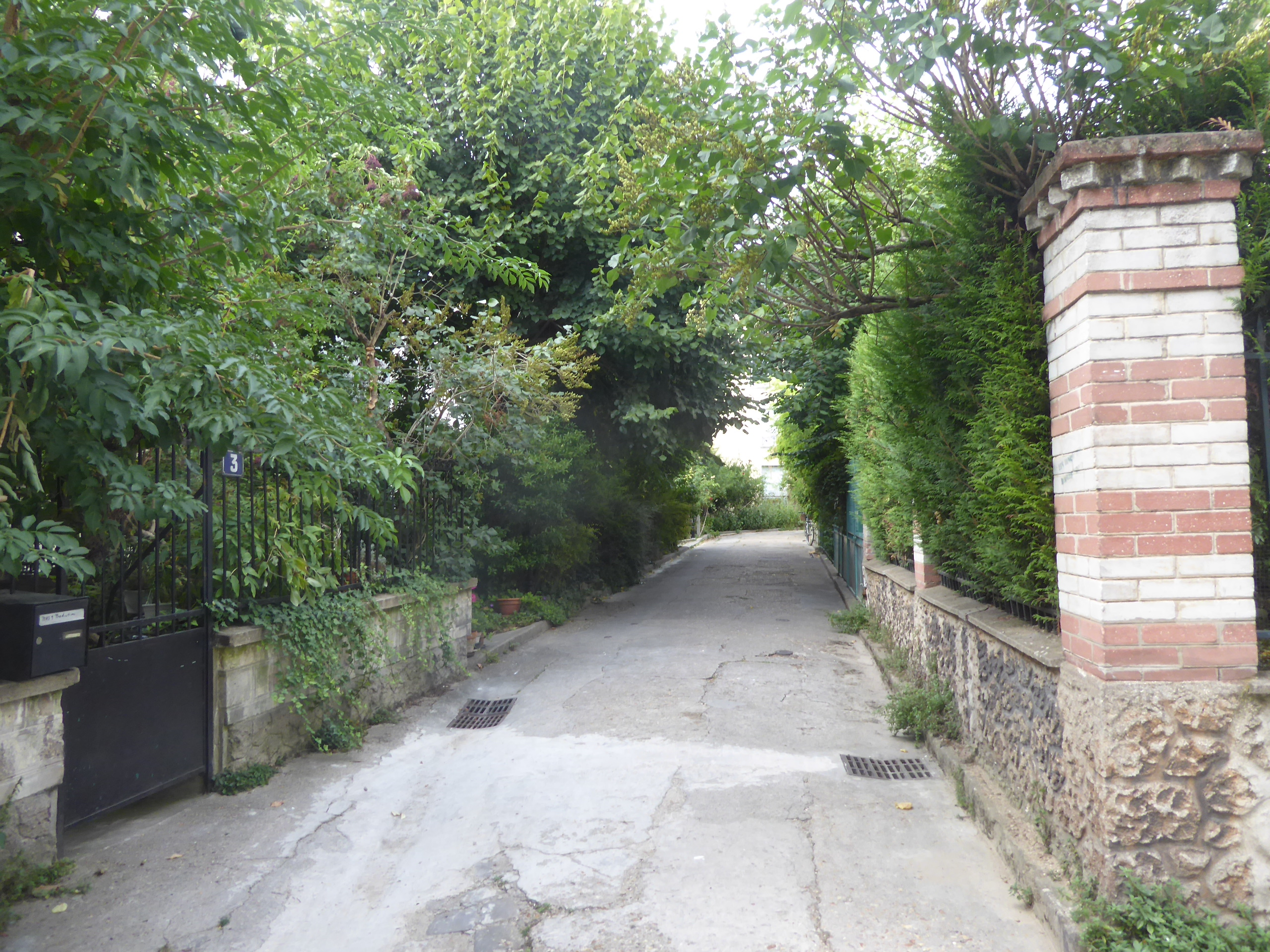
Cour du Palais Royal de Belleville : entrée.

- Nos 160 à 174 : emplacement de l'ancien couvent des moines de Picpus de Belleville fermé en 1790 où s'étend une allée arborée bordée de maisons des années 1970 derrière l'entrée privative de l'immeuble du no 160.
- No 162 : immeuble du groupe d'oeuvres sociales de Belleville (GOSP, inscription). Le GOSP, qui compte plusieurs sites dans le quartier, est une association fondée en 1920 à vocation sanitaire et sociale[32]. Dans la cour, par la droite, plaque en hommage à Robert Garric.
- No 213, droite : regard de la Lanterne.
- No 236, au croisement avec la rue Pelleport : école élémentaire publique.
- No 250 : cimetière de Belleville.

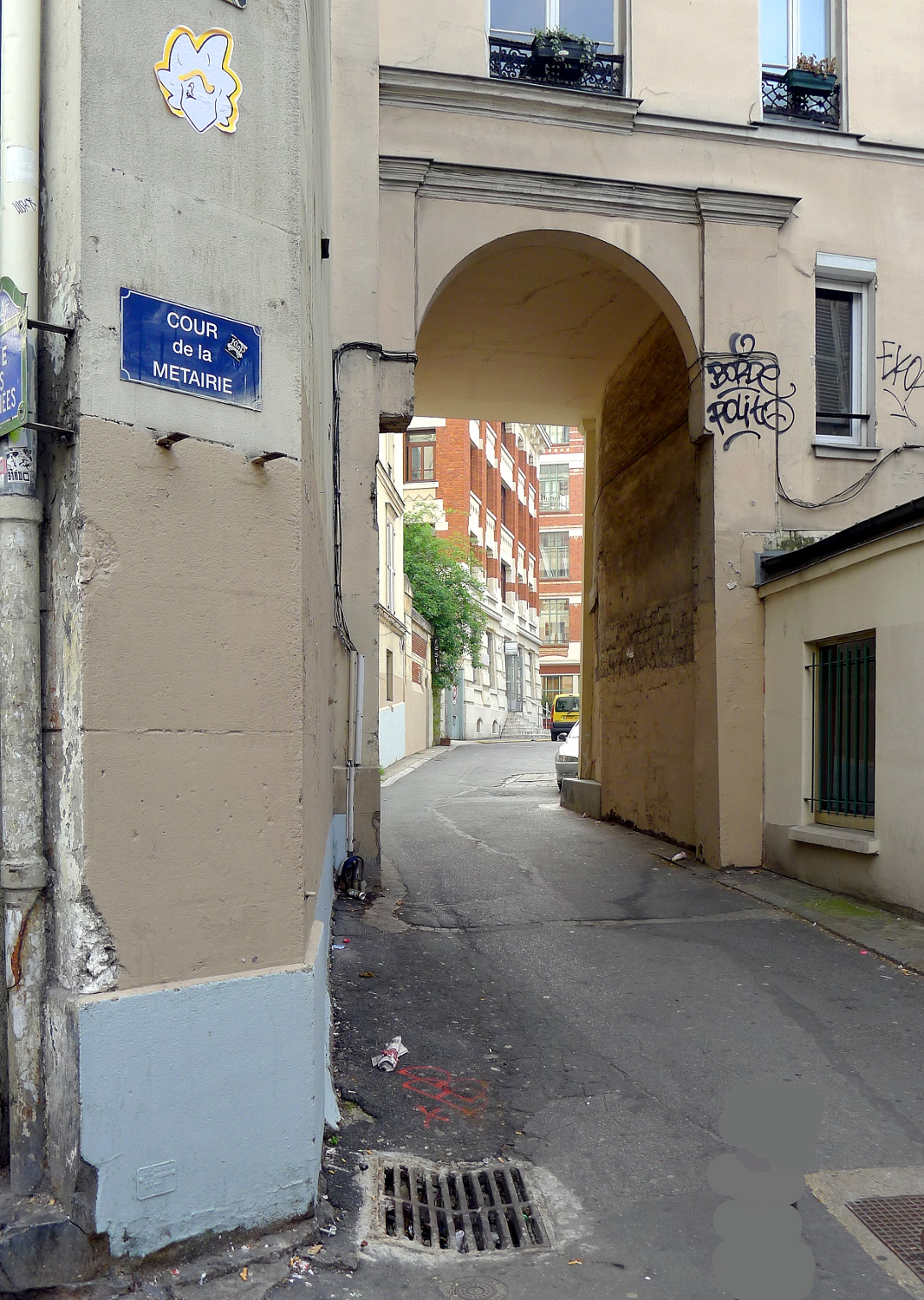
Entrée de la cour de la Métairie au no 92.
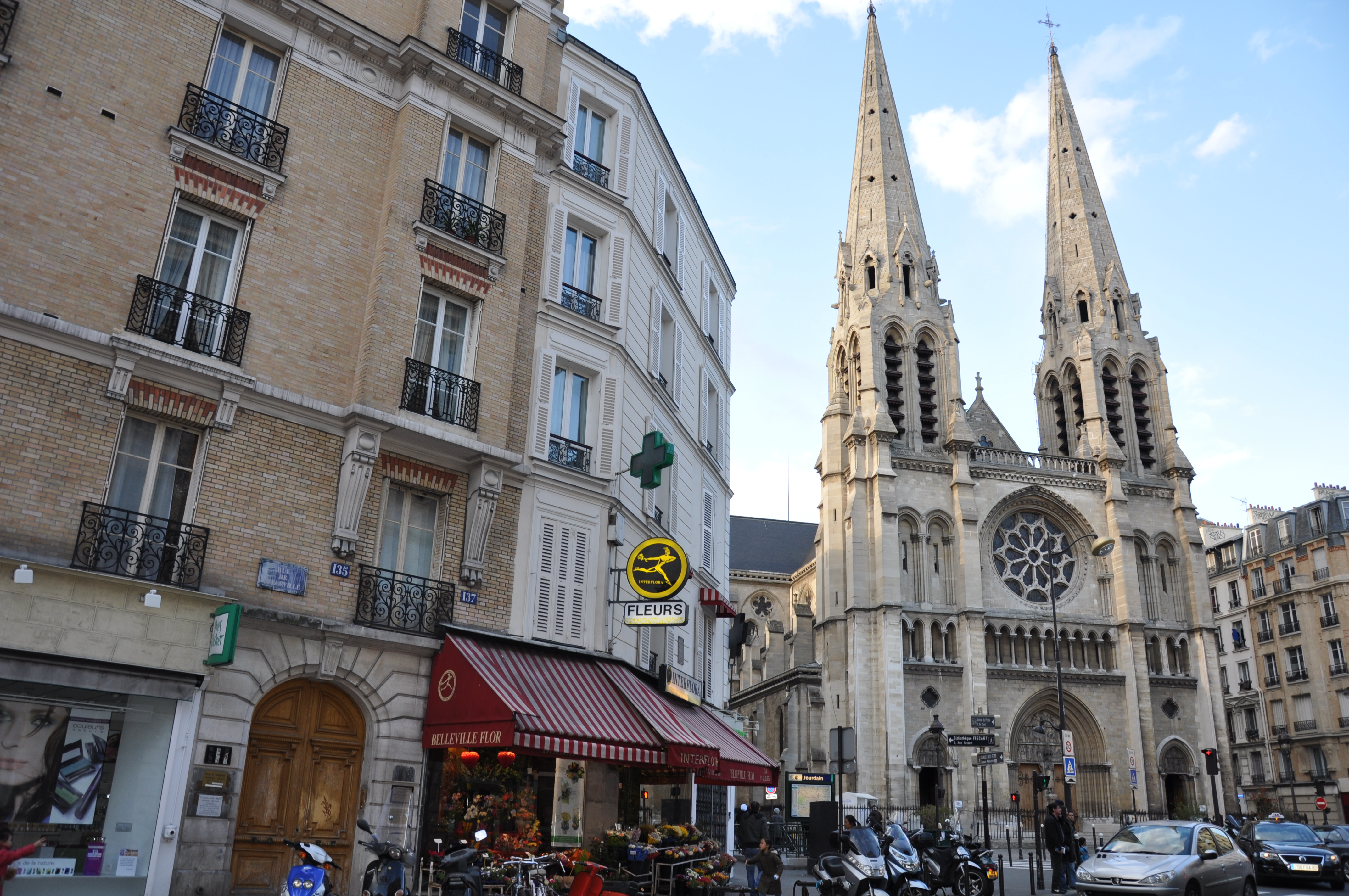
Église Saint-Jean-Baptiste de Belleville.
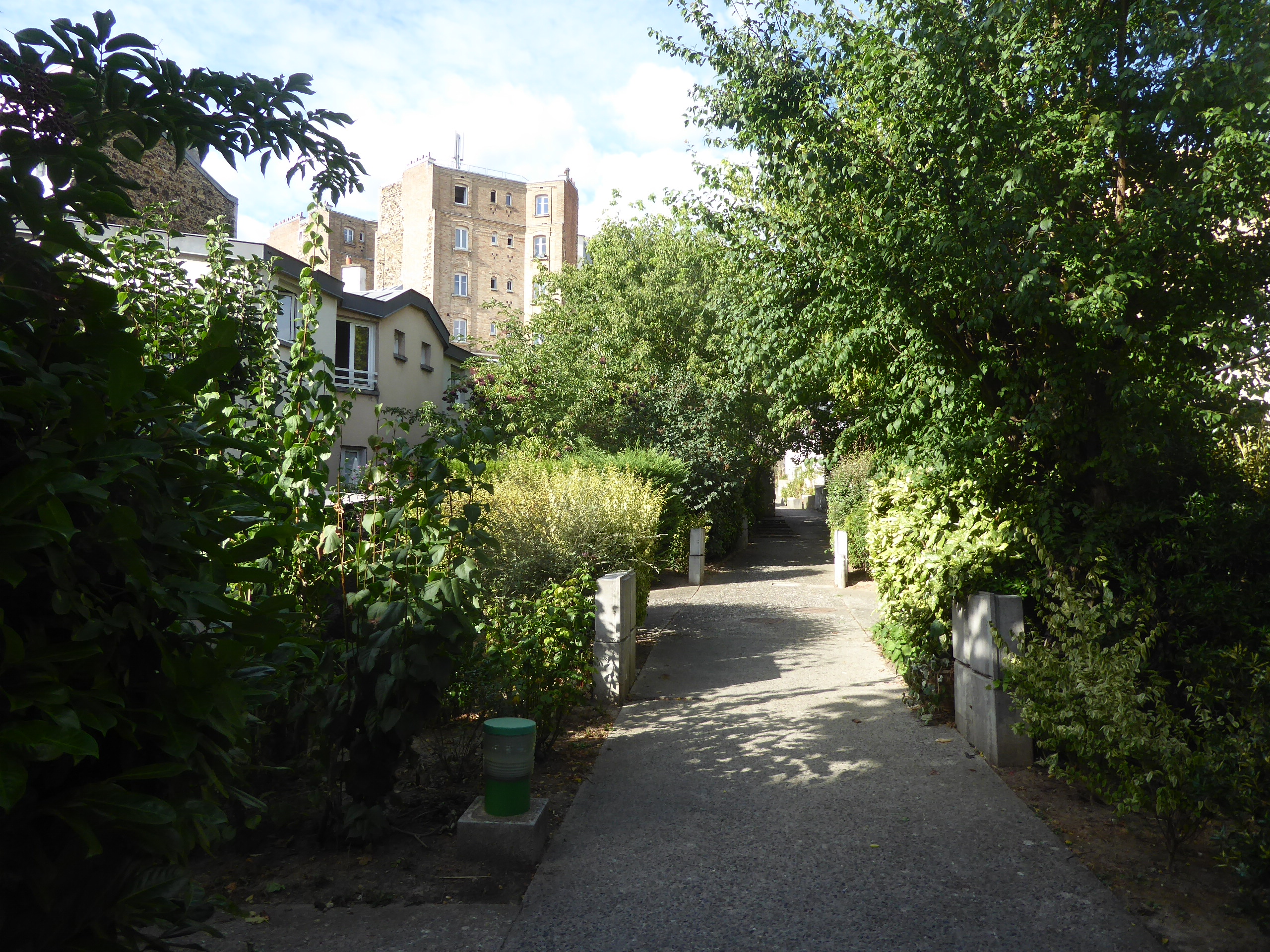
Domaine du l'ancien couvent des moines de Picpus au no 160.
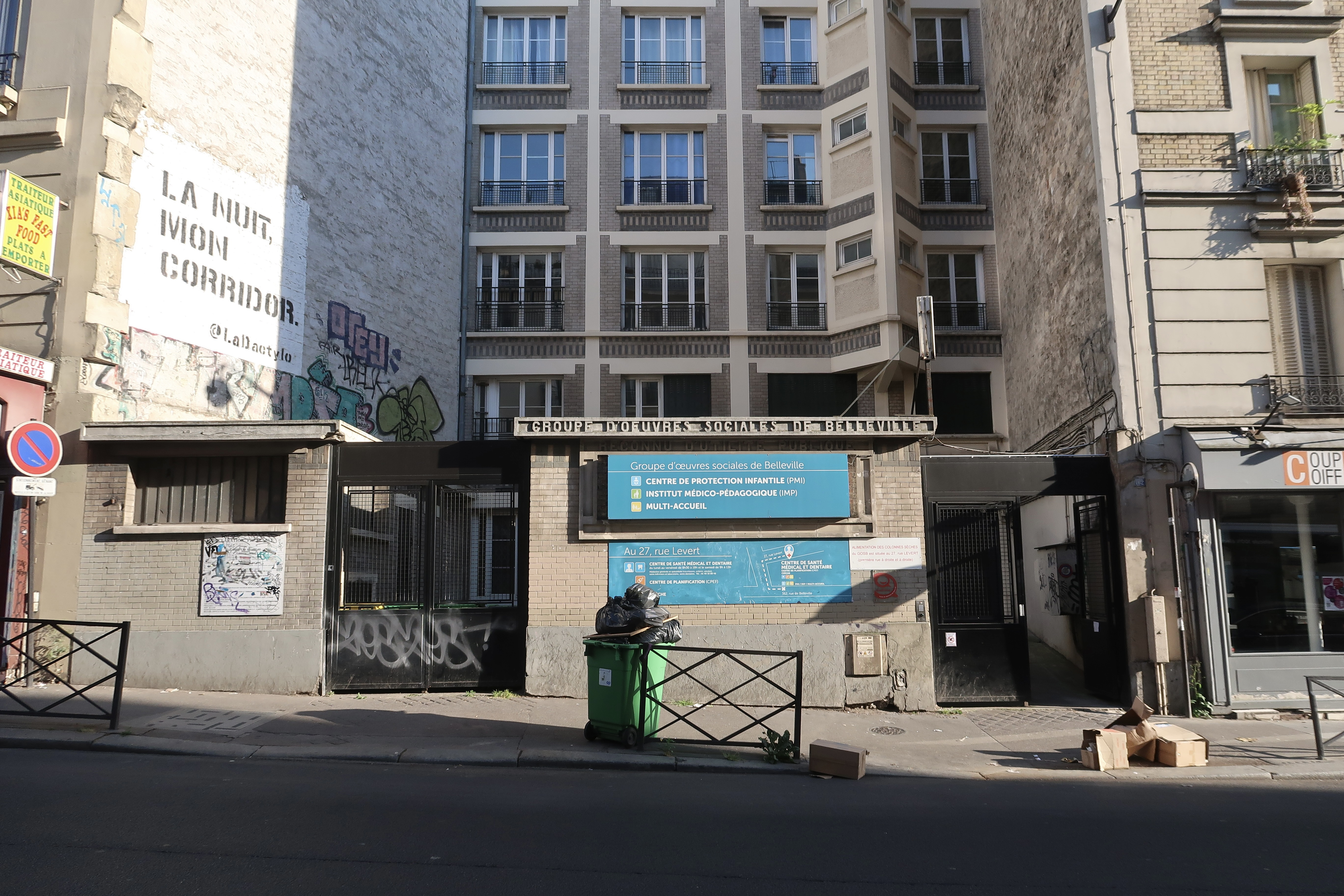
No 162.
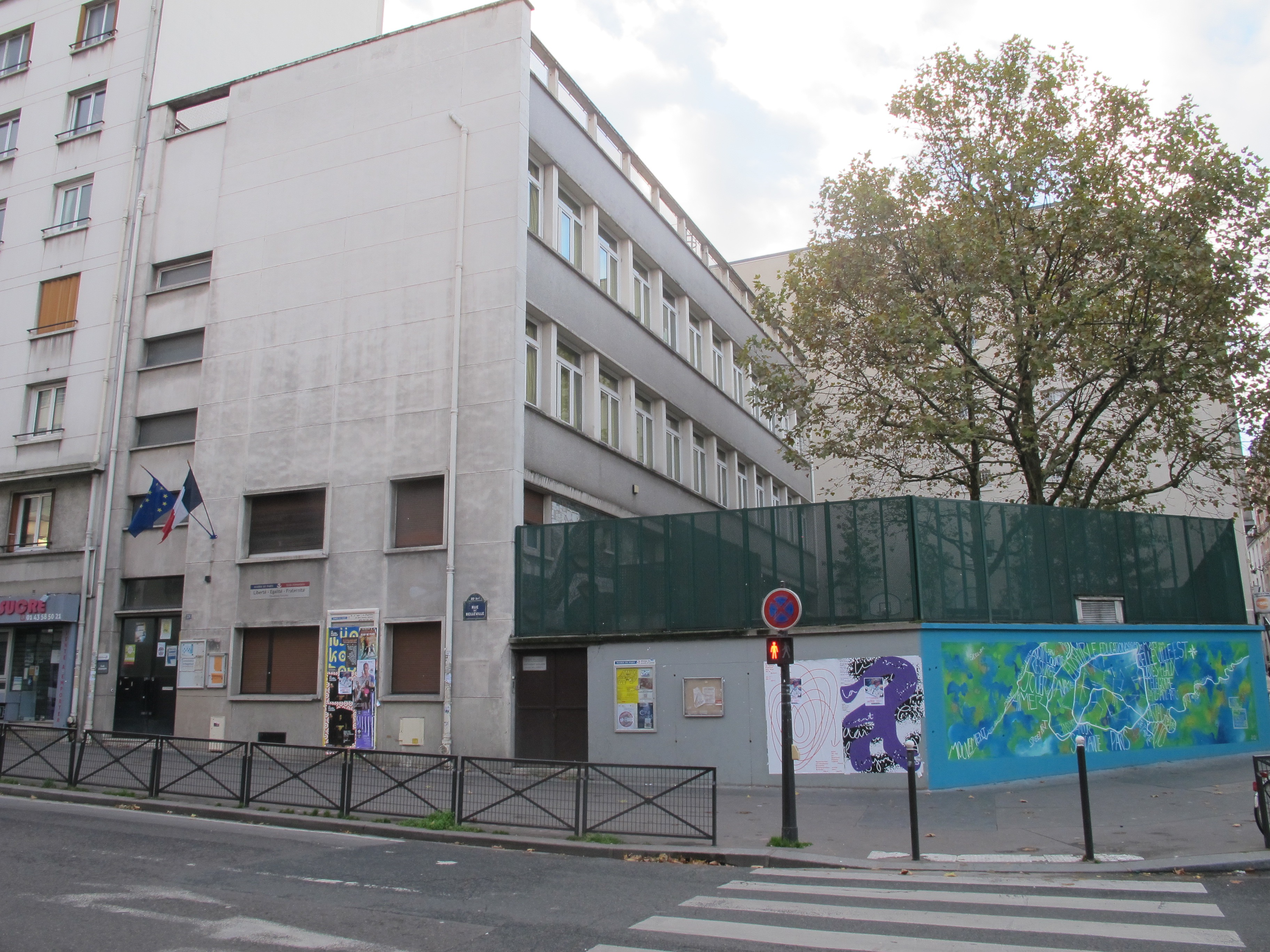
École élémentaire au no 236.

- No 292 : accès à la villa Hortense-Dury-Vasselon et à la place de Flore.
- No 296 : l'athlète Louis Raimbourg y a vécu en 1931[33].
- Nos 298 au 320 : emplacement de l'ancien établissement de loisirs Lac de Saint-Fargeau, fermé en 1914.
- No 316 : établissement régional d'enseignement adapté Édith-Piaf.

### Les lavoirs de la rue de Belleville
La rue comptait jadis au moins trois lavoirs. Ils sont mentionnés en 1887 dans le compte-rendu de la fête de la Mi-Carême, publié dans Le Petit Journal :
- no 15 : lavoir de l'Espérance.
- no 32 : lavoir Ancien (du nom de son propriétaire).
- no 43 : lavoir Sainte-Catherine.
- no  à déterminer : lavoir Saint-Jean.